# 克莱尔·丹尼斯 (游泳运动员)
克莱尔·丹尼斯（英語：Clare Dennis，1916年3月7日—1971年6月5日），澳大利亚女子游泳运动员，主攻蛙泳。她曾代表澳大利亚参加1932年夏季奥林匹克运动会游泳比赛，获得女子200米蛙泳金牌。